# کاتو میتسویاسو
کاتو میتسویاسو (به ژاپنی: 加藤 光泰 Katō Mitsuyasu)؛ ۱۵۳۷ – ۲۴ سپتامبر ۱۵۹۳) ملازم (قرون وسطی) خاندان تویوتومی در دوره سنگوکو اهل ژاپن بود.